# 園田忍
園田 忍（そのだ しのぶ、1897年〈明治30年〉10月7日 - 1986年〈昭和61年〉12月27日）は、日本の電気/電子物理工学者。工学博士（東北大学）。大阪大学・大阪工業大学名誉教授。 戦時研究会議元委員。輻射科学研究会元理事。マイクロ波立体回路の権威の一人。
専門は、電気/電子物理工学、電磁波工学・電磁気学・電波工学（特にマイクロ波）。

## 略歴
1939年大阪帝国大学理学部助教授。1952年工学博士（東北大学）。大阪大学理学部教授を経て、1961年大阪大学名誉教授。その後、大阪工業大学工学部電子工学科教授。1976年大阪工業大学名誉教授。
大阪大学理学部では電磁波工学において、岡部金治郎（日本の十大発明家でマイクロ波源とする分割陽極マグネトロンを発明、電磁波工学の権威の一人）と共に大阪大学産業科学研究所の運営やマイクロ波立体回路の研究推進に貢献した。大阪工業大学工学部では初期の電子工学科における電磁波工学・電磁気学の研究・育成に貢献した。
主な所属学会は、電気学会、電子情報通信学会、日本物理学会、輻射科学研究会、日本音響学会など。

## 主な研究
- 同心圓形切口導波管の開端から輻射きれる電磁波
- 円柱誘電体付加空中線の理論[7]：飯田一男・角修吉らとの共同研究
- 導波管並びに電磁ラッパに関する研究
- 超短電磁波の發生に就て